# 马来西亚马六甲技术大学

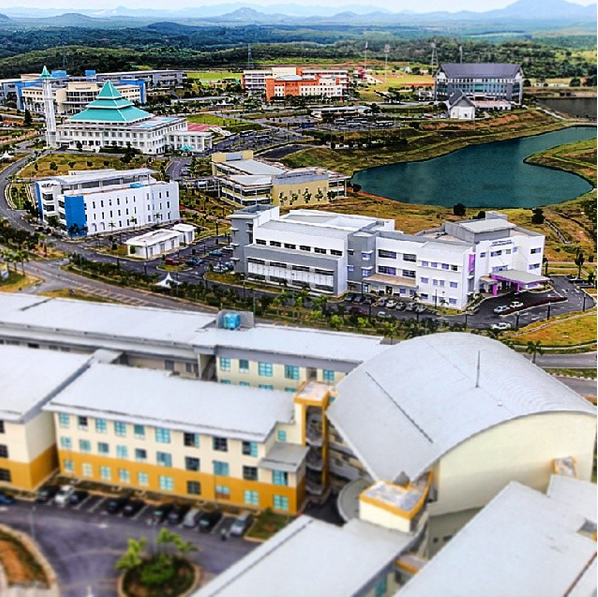
马来西亚马六甲技术大学

马来西亚马六甲技术大学（简称技大或UTeM）是位于马六甲亚罗牙也县的一所公立大学 。  它是马来西亚高等技术教育体系中，以“实践和应用为导向”为教学方法的先驱。 

## 建校历史
马来西亚马六甲技术大学正式成立于2000年12月1日。  该大学是马来西亚的第14所公立大学。 

## 校园
马六甲技术大学位于联合国教科文组织世界遗产城市马六甲。

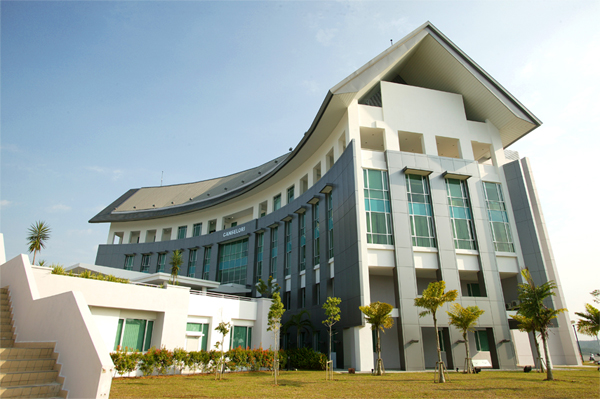
UTeM主校区
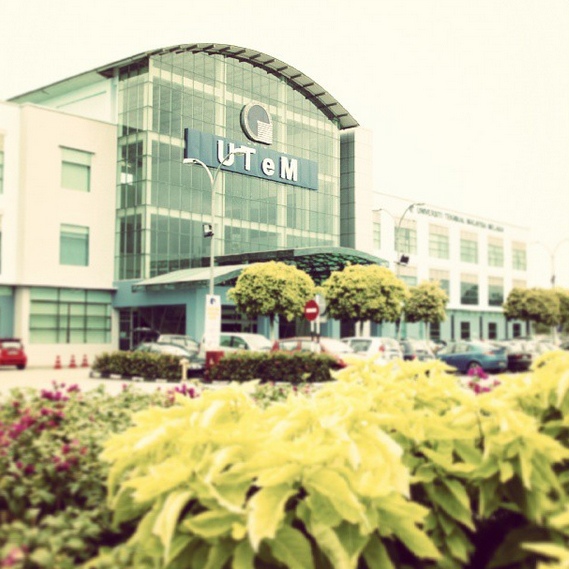
UTeM技术园区

## 学术机构
学院，研究所和学术中心 
- 电气工程学院
- 电子与计算机工程学院
- 机械工程学院
- 制造工程学院
- 信息与通信技术学院
- 技术管理和技术创业学院
- 工程技术学院
- 语言与人类发展中心
- 技术管理与创业学院
- 机电工程学院